# Knud Kristensen
Knud Kristensen (26 de Outubro de 1880 - 28 de Setembro de 1962) foi um político da Dinamarca. Ocupou o cargo de primeiro-ministro da Dinamarca.